# 山川雅生
山川 雅生（やまかわ まさお、1951年（昭和26年）3月14日 - 2023年（令和5年）1月27日）は、日本の写真家である。高倉健の専属カメラマンとして知られた。2015年11月から12月に写真展「わが心の高倉健」を高倉健の生まれ故郷、北九州市小倉で開催した。

## 経歴
- 1951年（昭和26年） - 和歌山県東牟婁郡（現和歌山県串本町）古座生まれ。
- 1984年（昭和59年） - 太平住宅写真部を退社後フリーカメラマンとなり、テニスのシュテフィ・グラフ、新体操のビアンカ・パノバ、ボクシングのマイク・タイソン、陸上のカール・ルイスなど人気アスリートの写真を多く撮影し、週刊文春などの雑誌のグラビアに掲載される。
- 1993年（平成5年） - 映画「ミスター・ベースボール 」の記者会見で、初めて高倉健に会う。
- 1994年（平成6年） - 映画「四十七人の刺客」で高倉健番カメラマンとなる。
- 1995年（平成7年） - 別冊太陽の取材で高倉健のイタリア旅行に同行。多くのプライベート写真を撮影。
- 1999年（平成11年） - 映画「鉄道員（ぽっぽや）」
- 2001年（平成13年） - 映画「ホタル」
- 2005年（平成17年） - 映画「単騎、千里を走る。」

## 概要
趣味で始めたカメラだったが、その腕を認められて太平住宅株式会社の写真室勤務となる。1984年にフリーカメラマンとなり、スポーツ写真を撮るようになる。やがて週刊文春のグラビア、電通のＣＭやドラマ、映画の撮影の仕事が増え、高倉健以外にも宮沢りえなど多くの女優、俳優の撮影の実績がある。
今までに一度も事務所、スタジオ、アシスタントを持ったことがない。知人が名刺を作ってくれたことがあるが、本人は頓着しない。仕事の依頼は知人を通じて受ける。
長く神奈川県川崎市在住だが、生まれ育った和歌山の大自然を愛する。
素朴な人柄で、武士道を愛し身体を鍛え、多くの武芸、拳法に通じる。カメラマンと並行して、高飛び込みのインストラクターを務めていたことがある。
長男の山川晃広はラジオディレクター。 弟の山川徳久は毎日放送のプロデューサー。 2023年1月27日、大腸がんのため神奈川県内の病院で死去。72歳の誕生日までひと月半だった。

### 写真以外の活動
映画「四十七人の刺客」では、市川昆監督に気に入られて、小さな役で出演した。

## 写真展
- 「わが心の高倉健」(2015年11月15日：北九州国際会議場イベントホール、11月19日～12月28日：松永文庫)

## 作品リスト
発行年順
- 『SOUL and WINDS From YATSUHAKAMURA』（1996年　角川書店）※他カメラマンと連名クレジット

- 栗山千明 ACCESS BOOK―「死国」の千明、素顔の千明（1999年　角川書店）※他カメラマンと連名クレジット

- 広末涼子 映画「秘密」のすべて―Le secret（1999年、文芸春秋）
- 深田恭子in「死者の学園祭」―“shisya no gakuensai”visual book（2000年　角川書店）